# 自然法論

ウジェーヌ・ドラクロワ『民衆を導く自由の女神』（1830年）ルーヴル美術館所蔵。自然法論とは、法的理念による現実の基礎付けあるいは現実との闘争である。

自然法論（しぜんほうろん、英: natural law theory、独: Naturrechtslehre）は、広義においては、自然法に関する法学、政治学ないし倫理学上の諸学説の総称である。

## 定義
自然法論とは、最広義においては、ギリシャ神話以来の、自然から何らかの規範を導き出そうとする考え方全般を意味するが、狭義においては、17世紀〜18世紀における近世自然法論から、19世紀における実定法主義（法実証主義）の台頭までの期間で論じられることが多い。自然法論という用語が最広義で用いられるとき、すなわちそれが文明開闢以来の西欧学問の全時代をカバーするときには、論者の表現の中に自然法という言葉が直接的には使われていない場合がある。例えば、ミッタイスはホメロスやヘシオドスの神話の中に自然法の原形を見出すが、ホメロスやヘシオドスが自然法という言い回しを知っていたわけではない。

## 古代ギリシャ

### ヘラクレイトス

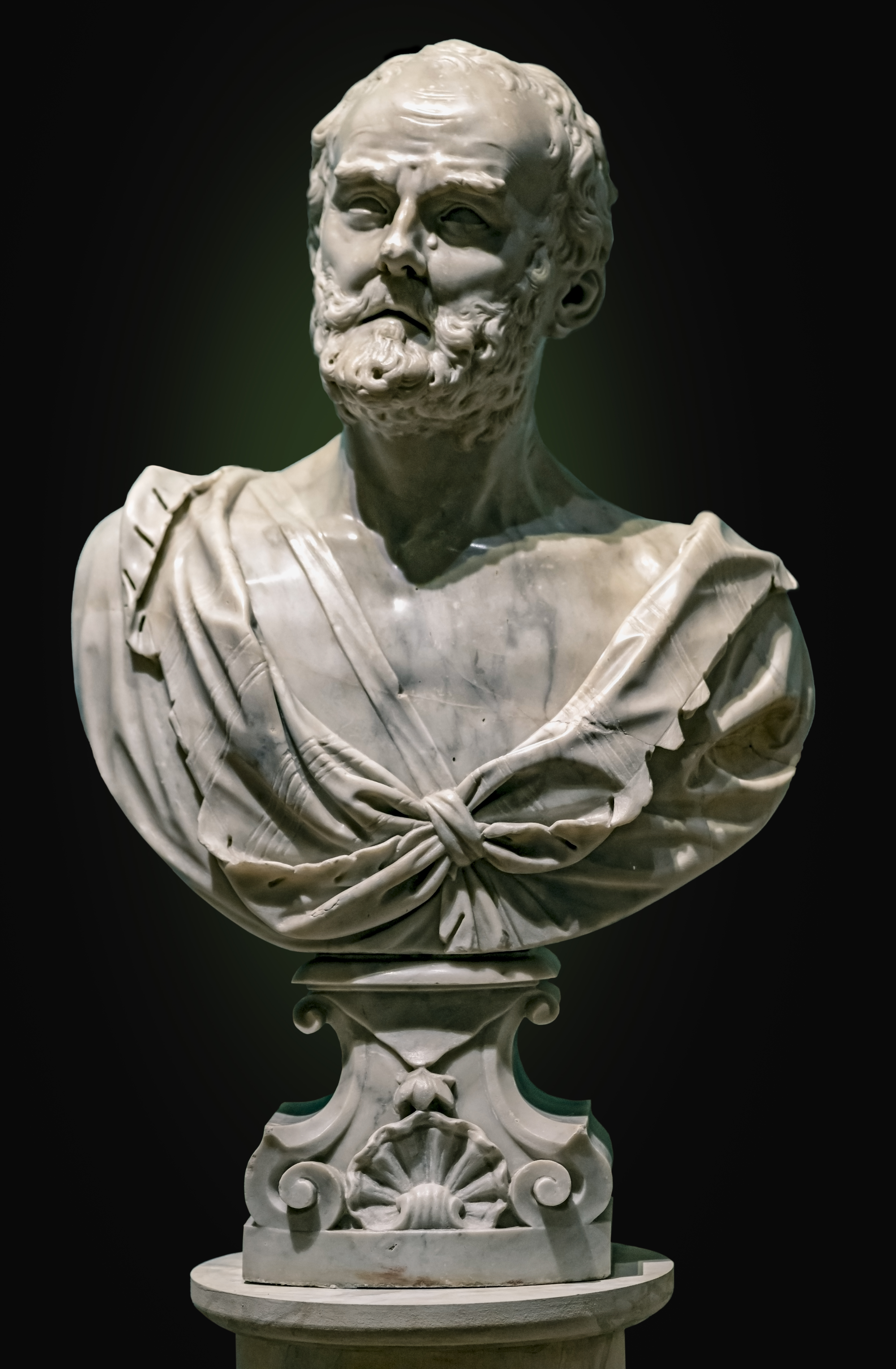
ヘラクレイトスは流転する宇宙の中にロゴスを見た。

最初期の自然法論に数え入れられるのは、古代ギリシャの宇宙論である。例えば、ヘラクレイトスの宇宙論によれば、人間は、天体が宇宙の法則によって運動しているように、宇宙の法則に従って生きるべきである。このような考え方の下では、物理的な法則と倫理的な法則とが、同一の概念に属している。「天体がある法則に従って運動している」という事実と、「人間はある法則に従って生きるべきだ」という規範との区別には、何ら注意が払われていない。

### プラトン
次第に、事実と規範とは異なるという意識が芽生え始める。そのような方向性は、まず、プラトンの中に見出される。プラトンは、自然本性から与えられる絶対的に正しいものと、具体的な時と場所において相対的に正しい人為的規則とを区別する。前者は理念（イデア）、後者は現実となり、理念は現実が目指す永遠の目標となる。つまり、自然法とは「〜である」という事実に関するものではなく、「〜すべし」という事実の目標であるということが自覚されるに至った。
プラトンがヘラクレイトスの宇宙論から離れている点が、もうひとつある。それは、自然法は現実の中に内在しないということである。プラトンの哲学においては、現実が目標とする理念は、イデアとして、この現実世界の中ではなく、イデア界という超越的な場所に存在すると想定された。それは、現実の中には観測されず、思考によってのみ到達可能な場所である。すなわち、プラトンが言う自然法とは、正しい思考の末に発見される法であって、現実の中において観測可能なものではない。

### アリストテレス
これに対して、アリストテレスは、理念を現実の中に引き戻す。理念は、現実の中に内在しており、個々の事物の中には、それぞれの事物の理想像が既に可能性として秘められている。このことは、プラトンとアリストテレスの国家論に重要な差異をもたらした。プラトンは、地上のどこにもない理想の国家を想定し、それを現実の国家の目標とした。これは、理念は現実世界の中に存在しないという彼の哲学からの必然的な帰結である。反対に、アリストテレスは、現実にある個々の国家制度を比較検討し、そこから国家の理想像を発見しようとする。彼にとって、国家の理想像は、現実の国家そのものの中に存在しているはずであった。

## ストア派
ストア派にとって自然は一大関心事であり、そこではあらゆるものの価値がこの自然によって規定された。ある生き物の自然（すなわちそれに相応しい構成と振る舞い）に合致するものは必然的に肯定的な価値を持ち、それに反するものは必然的に否定的な価値を持つ。

### 初期ストア派
ストア派の特徴は、世界と人間の連続性を自覚することである。ストア派の創始者であるキティオンのゼノンによれば、物事の目的とは自然本性の完成であるがゆえに、人間の自然本性とは何であるかが分かれば、人間の目的もまた明らかになるはずであった。そして、人間の自然本性と宇宙の自然本性とは連続しており、宇宙の自然本性とは法則性＝必然性に他ならないから、人間の目的とは、正しい推論（すなわち論理法則）に従って行動することである。
ゼノンの傑出した弟子であるクリュシッポスは、ディオゲネス・ラエルティオスの証言が正しいとすれば、古代ギリシャ以来のピュシスとノモスとの区別を整理し、自然法を各国の法より高次のものであると解した。

### ローマ・ストア派

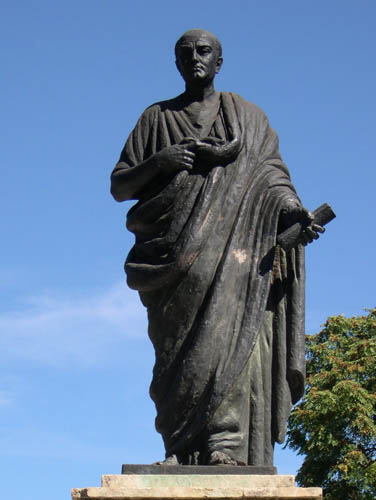
セネカは自然法によって絶対王政を擁護し、その刃に倒れた。

ローマ・ストア派の思想家たちは、完成された状態よりもそこにいたる過程を重視し、人間の可謬性を許容した。彼らの思想の下に見られるのは、自然法を通俗化、人間化し、実際的な使用を容易ならしめることであった。このような現実主義的傾向は、ローマ法における自然法の次のような定義において、やや極端な形で述べられている。
ストア派の自然法概念をローマの法律家や教父たちに広めたのは、専らキケロであった。キケロ自身は哲学の専門家ではなかったが、ウァロを除けば、当時のローマにおける最も哲学的造詣の深い人物のひとりであった。
セネカ、エピクテトス、マルクス・アウレリウスにおいては、宇宙や自然がやや宗教的な口調で語られる。セネカは、友人の「いったいなぜ、世界が摂理によって導かれているのに、善き人々に数多の悪が生じるのか」という質問に対して、次のように答えている。

## キリスト教の自然法論
自然法思想は、ギリシャ哲学とキリスト教の融合によって、キリスト教の倫理学にも影響を及ぼすようになった。既に4世紀には、カッパドキア三星を中心とする司教たちの説教の中に、ストア哲学と自然法の教えが流れ込んでいる。11世紀から12世紀にかけての「改革」（reformatio）の理念は、教父たちの解釈によれば、権威ある書物に則りながら、自然と理性に従って生きることを目標とする。
この流れの中で、キリスト教もまた自然法思想に影響を与え、自然法をキリスト教化していく。アウグスティヌスとその後継者たちは、永久法としての神定法を導入し、自然法をこれに帰属せしめた。教令集を編纂したグラティアーヌスは、自然法を十戒および福音書の中に含まれているものと説明する。このことは、ギリシャ哲学におけるロゴスがユスティノスの下で神に帰せしめられたように、神こそが全宇宙の段階的秩序の頂点に立っているという考え（位階主義）を示している。このようなキリスト教的法理論は、世俗法にも影響を及ぼした。

### アウグスティヌスの自然法論

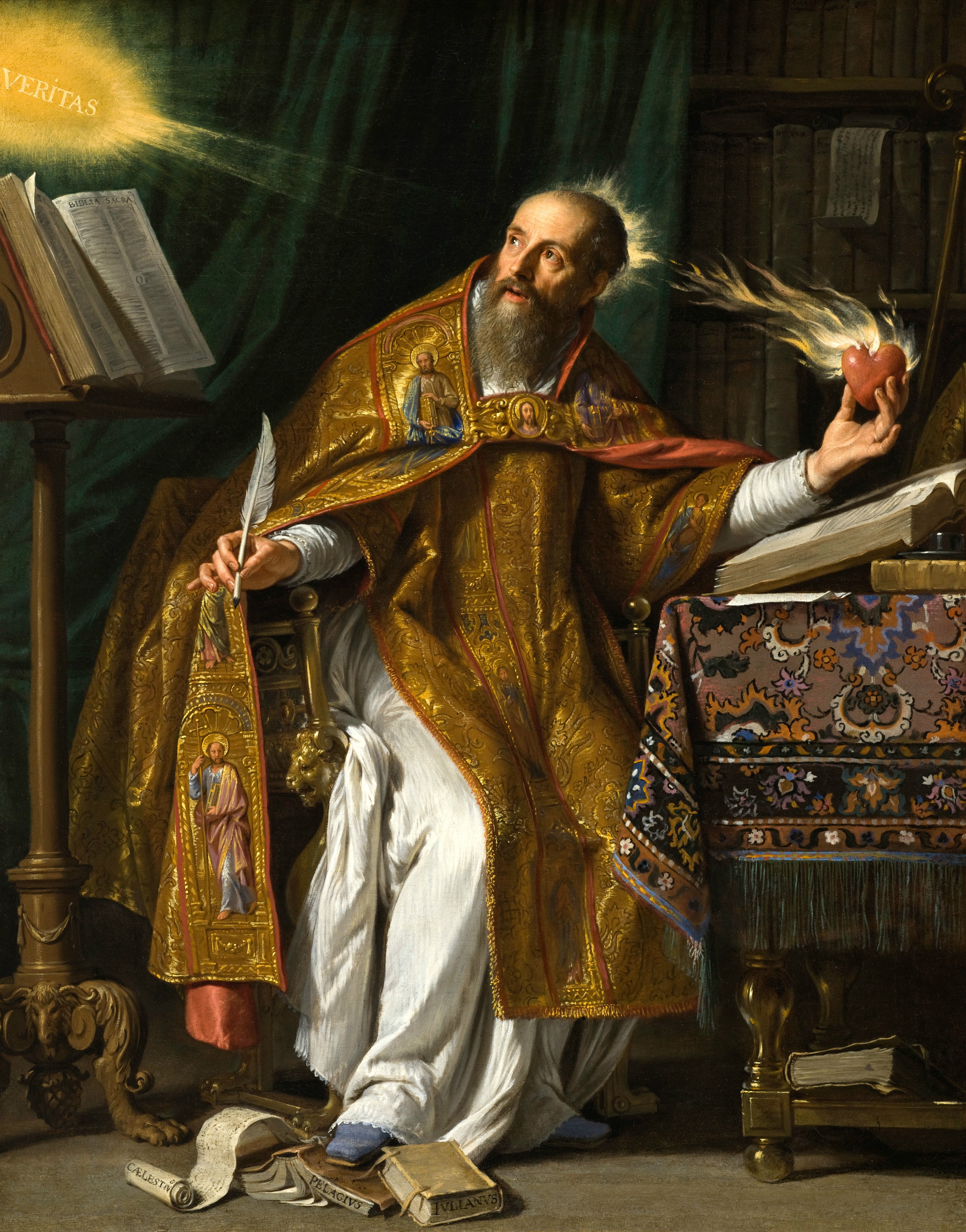
アウグスティヌスは神定法と自然法とを結び付けた。

アウグスティヌスは、自然法論の枠組みの中に、ギリシャおよびローマの哲学者たちが知らなかった神定法という概念を導入した。もっとも、アウグスティヌスの自然法論は、ひとつの著作の中で体系的に展開されておらず、異なる年代に書かれた複数の著作の中にちりばめられている。このため、アウグスティヌスが自身の自然法論をひとつの整合的な体系として提示しているとは言い難いが、およそ次のように図式化できる。
- 永久法＝神定法
  - 人間の心に書き込まれ、理性によって発見される永久法の一部としての自然法
    - 市民のために制定される一時的な法＝人定法

まず、法の時間的な継続性という観点から見れば、法は、永遠不変の永久法と、有限可変の一時的な法とに区別される。永久法とは、神の理性あるいは神の意思であり、自然な秩序に従うことを命じ、それを乱すことを禁じるものである。この永久法のうち、人間の心の中に書き込まれたものが、自然法である。
次に、法の制定者という観点から見れば、法は、神定法と人定法とに区別される。一時的な法は、永久法に則らねばならないが、永久法違反の行為を全て現世において罰する必要はない。これは、一時的な法によって見逃された行為の有責性が、神の処罰によって担保されているからである。これらの区別は、観点が異なるだけで、永久法と神定法、一時的な法と人定法とは一致する。

### トマス・アキナスの自然法論

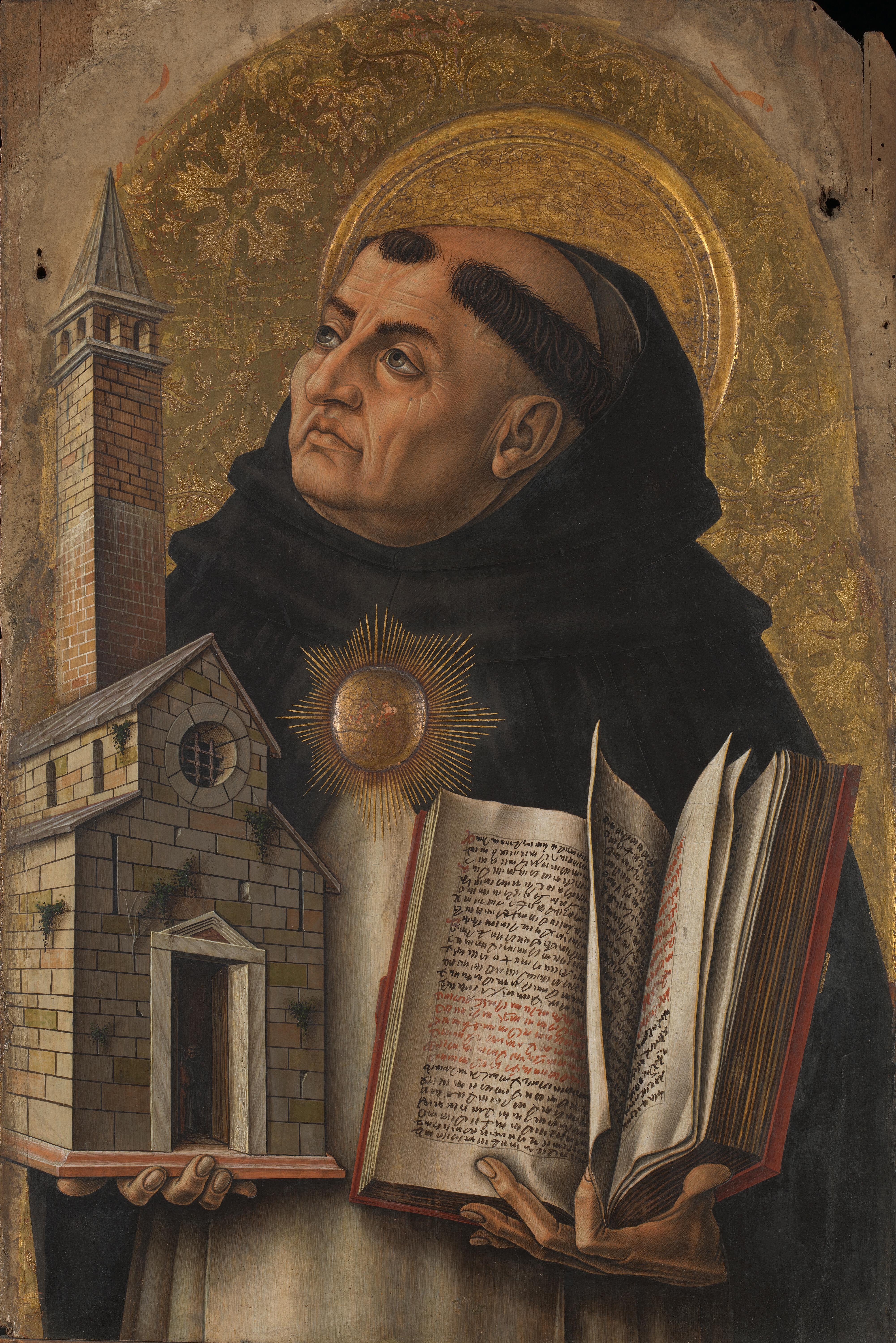
トマス・アクィナスは永久法を頂点とする法の階層構造を描き出した。

トマス・アキナスの自然法論は、端的に言えば、全宇宙を支配する不変の永久法から、人間の一時的な便宜のために制定される人定法までの階層構造を記述することにある。
- 永久法
  - 啓示によって与えられる神定法
  - 理性によって把握される自然法
    - 何らかの効用のために特殊化された自然法としての人定法

まず、永久法とは、この宇宙を支配する神の理念である。そして、永久法のうち、理性的被造物たる人間が分有しているものが、自然法である。さらに、自然法のうち、人間が何らかの効用のために特殊的に規定するものが、人定法である。最後に、神定法とは、人間が永久法により強く与れるように、神から補助的に与えられた法である。すなわち、人間の能力には限界があるために、人々は永久法から与った自然法にもとづいて適切に人定法を制定するということができず、また、様々な意見の対立が生じるので、それを補うために神から与えられたものが、神定法である。ここで、神定法として念頭に置かれているのは、旧約聖書と新約聖書において命じられている事柄であり、前者は旧法（lex vetus）、後者は新法（lex nova）と呼ばれる。
このような流れの中で、自然法はより強い存在意義を与えられた。永久法は、神のうちにある最高の理念であり、あらゆる法の源泉である。このような永久法の一部である自然法は、あらゆる人定法の源泉であり、今や、その妥当性の基準となる。

## 近世自然法論
ここで近世とは、17世紀から18世紀までのいわゆる近世自然法論の時代を指す。この時代において、中世的なヨーロッパの精神的統一が崩れ、数々の市民国家が勃興する。宗教戦争がこれに拍車をかけ、世俗と教会という二元的世界観はその妥当性を失ったため、市民国家の正当化と、各市民国家間の法的関係が、自然法論の主要な目的となった。それゆえに、この時代に特徴的なのは、各市民国家の固有の法（＝市民法）の有効性をなるべく肯定した上で、市民法に服さないいくつかの諸関係、とりわけ国際関係を規律する合理的だが非実定的な法を模索する傾向である。ここでは、大陸法系における自然法論者の代表としてフーゴー・グロチウスを、イギリス法系における代表者としてトマス・ホッブズを取り上げる。その他には、ジョン・ロック、モンテスキュー、ルソー、ザミュエル・フォン・プーフェンドルフ、クリスティアン・トマジウス、クリスティアン・ヴォルフなどがいる。

### グロチウス

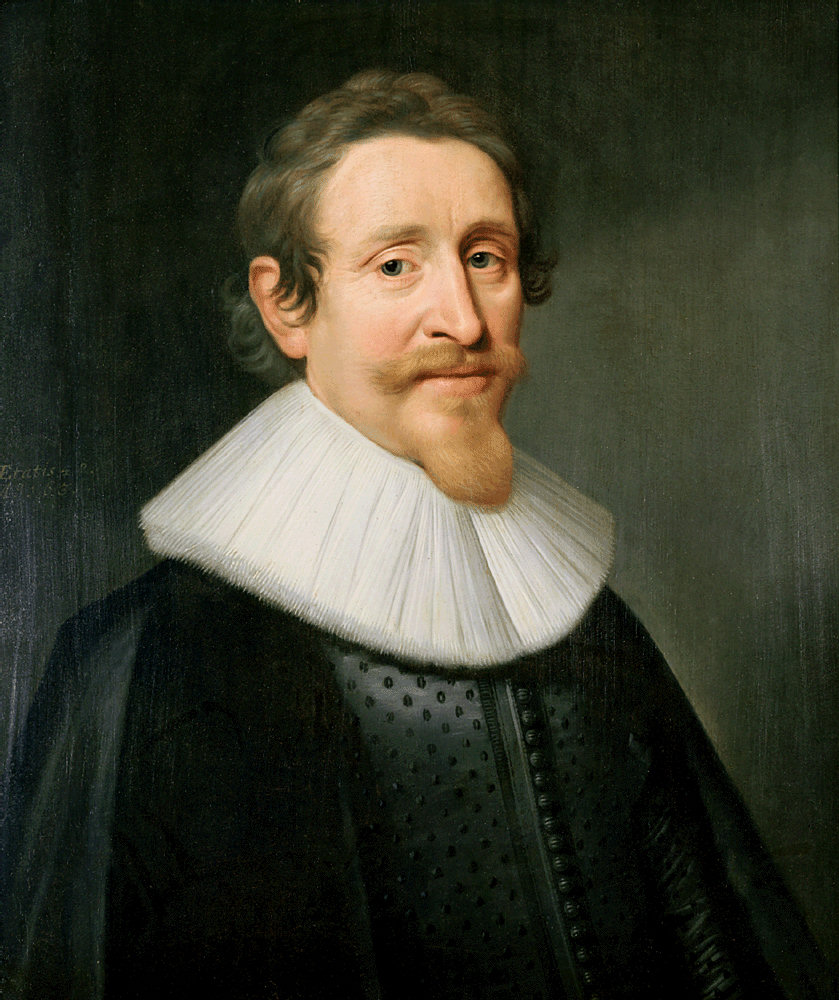
グロチウスは自然法の脱神化を図った。

グロチウスの主眼は、彼が国際法の父と呼ばれるように、各市民国家間の平時および戦時の合理的かつ非実定的な法を探究することにあった。このことは、彼の主著の『戦争と平和の法』という表題にそのまま現れている。そこでは、以下のような法の重層構造が見られる。
- 正しい理性の命令である自然法
- 意思に起源を有する意思法
  - 神の意思によって成立する神定法
    - 普遍的な神定法
    - ある民族に固有の神定法（とりわけヘブライ法）

  - 人の意思によって成立する人定法
    - 万民の合意によって成立する万民法
    - 各市民国家にのみ妥当する市民法

ここで重要なのは、各法の優先順位である。自然法、万民法および市民法が全く別のことを定めている場合には、市民は、原則として、市民法に従うことを強いられる。つまり、各市民国家内部において強制力を有するのは、市民法である。なるほど、自然法は道徳的な指図として、市民共同体内部においてもなお妥当するが、しかし、それは強制不可能な規範に過ぎない。また、万民法と自然法との関係においても、自然法が劣後する。グロチウスは、自然法の普遍性と市民法の尊重とを、強制可能性の有無という観点から両立させたのである。

### ホッブズ

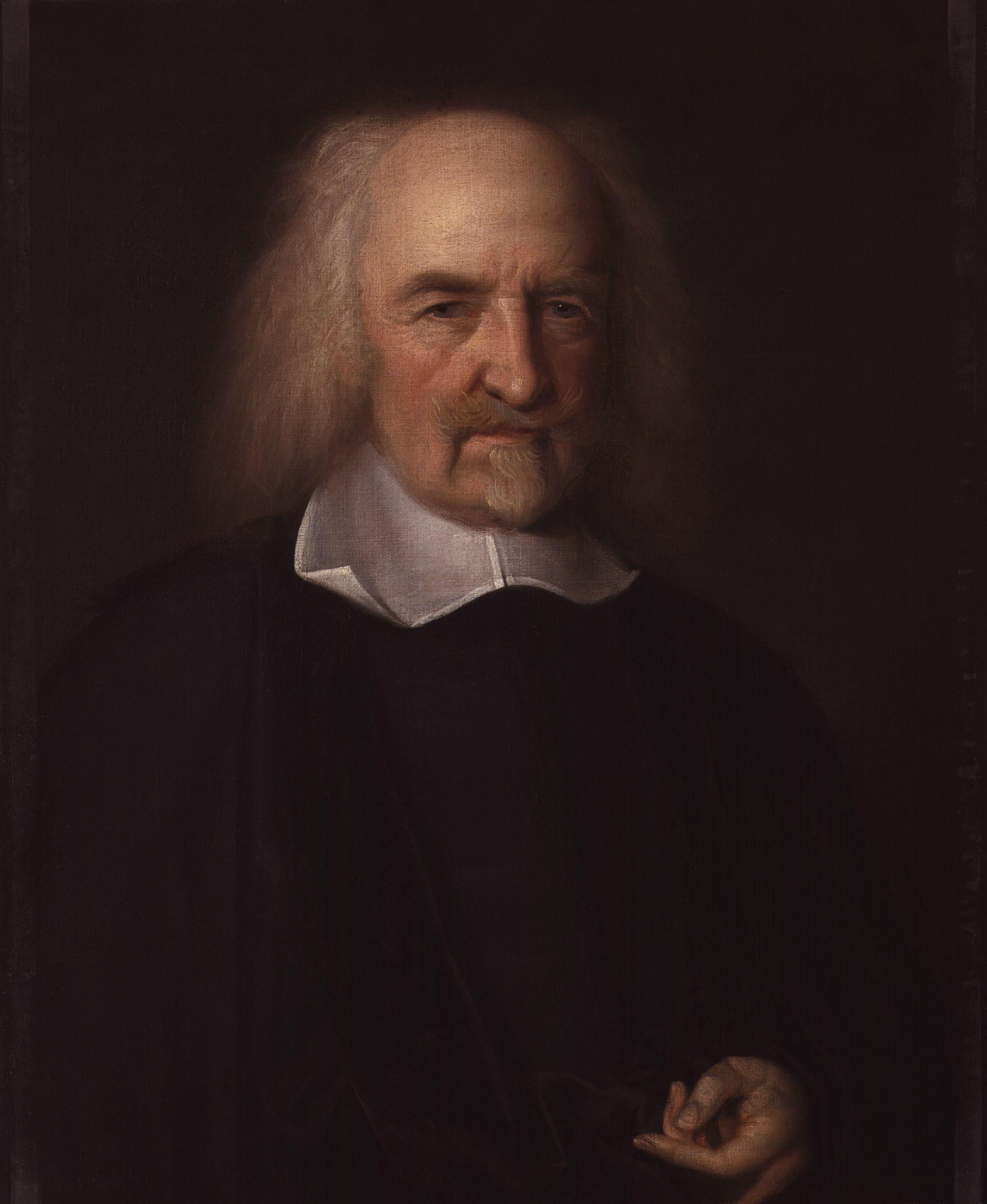
ホッブズは自然法による近代市民国家の基礎付けを行った。

グロチウスの自然法論の主題が、分裂する市民国家間の合理的な法規制にあったとすれば、ホッブズのそれは、市民国家そのものの正当化である。ホッブズは、次のような順序で、自然状態から必然的に市民国家が生じると説明する。
1. 自然状態においては、人間の自然本性と人間が置かれた自然的条件のゆえに、「万人の万人に対する闘争」が起こる。
2. この状態を抜け出すための必要な条件（＝自然法）を理性が発見し、平和な社会状態に移行することが可能である。
3. 社会状態を維持するための必要十分条件は、主権の設立とそれへの服従である。

このようなホッブズの論証は、思考実験的な性格を有している。つまり、仮に市民国家を持たない人々がいるならば、彼らはどのような規範を受け入れるのかということである。実際に自然状態が存在したかどうかは重要ではない。また、ホッブズは、事実から規範を直接的に導出するという自然主義的誤謬をも入念に回避している。ホッブズの主張の要点は、自然状態から市民国家へ移行すべしということではなく、仮に自然状態が生じるとしても、人々はそこで市民国家へと向かう自然法を受け入れるであろうという予測である。

## 19世紀における自然法論批判
19世紀から20世紀前半までの法理論は、専ら伝統的な自然法論の否定という形で進行した。この背景には、歴史主義および実証主義という2つの哲学的背景が見出される。とりわけ、ドイツの法学界では、歴史主義に裏打ちされたパンデクテン法学と、実証主義を徹底したケルゼンの純粋法学が席巻し、自然法を強く否定した。もっとも、フランスでは同じ時代に科学学派が自然法の科学的研究というものを標榜しており、自然法論が完全に死滅したわけではない。

### 歴史法学による自然法論批判

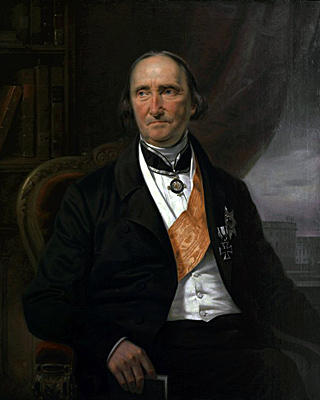
サヴィニーは自然法の普遍的妥当性を否定した。

ドイツの法学者カール・フォン・サヴィニーが率いた歴史法学派は、18世紀における自然法論と19世紀後半における法実証主義との中間期に属する。歴史法学派の特徴は、特殊な実定法主義であり、それは民衆法（民族法）中心の法実証主義である。法は、一方では全民族生活の中に息づき、他方では法曹階級の手によって特殊化学問化され、前者は民衆法ないし自然法、後者は学問法、学説法ないし法曹法と呼ばれる。つまり、法とは歴史の進化過程における産物であり、いわゆる慣習法の形で成立する。この点で、歴史法学派は、それ以前の自然法論における自然法の普遍的妥当性という観念を放棄している。
サヴィニーはグロチウスの自然法論を自然法と歴史的道徳学との未分化状態にあると評価し、その後大学においては自然法のみが扱われるようになったと述べる。そこでは自然法の法学的な分析と哲学的な分析とが別々に行われ、前者は単にローマ法の法的真理を提示し、後者はそれよりも内容的に空虚で貧弱なものである。

### 法実証主義による自然法論批判

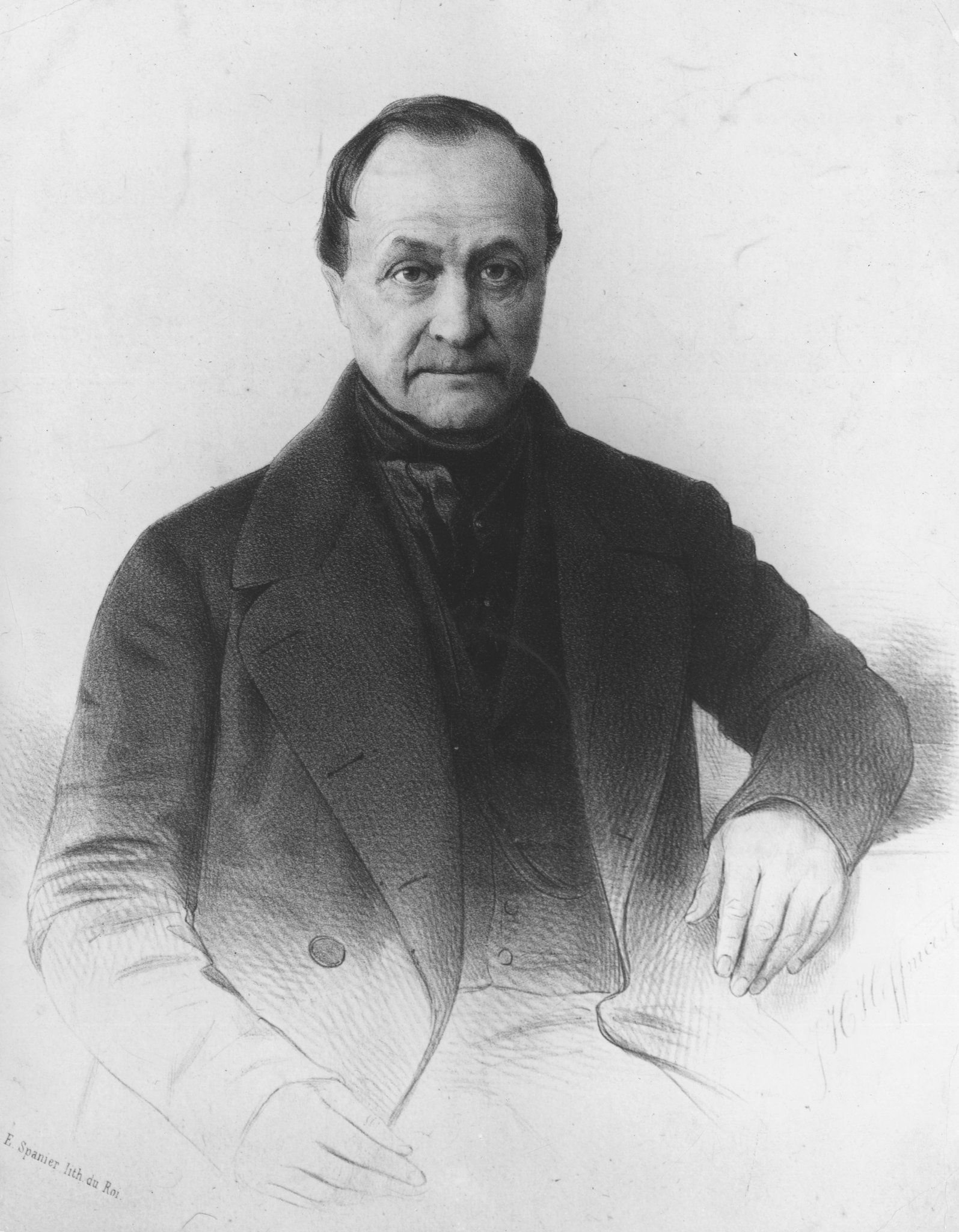
コントの実証主義は法学の状況を一新した。

法実証主義とは、実定法を唯一の研究対象とし、その規範的意味内容を明らかにする法解釈学である。哲学的意味における実証主義を考案したのはオーギュスト・コントであり、これを法学的に確立したのはイギリスの法学者ジョン・オースティンである。もっとも、法実証主義がどのような立場であるかについては、法実証主義者の間ですら見解の一致を見ないが、およそ3つの立場に分類される。
1. 法実証主義とは、法を実力者の命令と解する考え方である。
2. 法実証主義とは、法の概念から自然法や正義を排除排撃する考え方である。
3. 法実証主義とは、法の評価を拒否する考え方である。

このような考え方をとる法実証主義が否定するのは、実定法に対して正不正の評価をして、そしてその妥当性を基礎づける正義価値としての自然法である。

#### ケルゼンの自然法論批判
ハンス・ケルゼンは、自然法と実定法との差異を2つ挙げる。ひとつは、自然法が実質的妥当原則に服するのに対して、実定法は形式的妥当原則に服するということである。自然法とは、神、自然または理性に由来するがゆえに、善であり、正しくかつ正義であるが、これに対して、実定法は人間の意思によって定立され、それらゆえに価値のある実定法も反価値的な実定法も存在しえる。つまり、自然法も実定法も規範なのだが、自然法における当為は絶対的な当為であり、実定法のそれは相対的な当為である。もうひとつは、自然法の諸規範は神、自然または理性に由来するので、それを実現するための人為的な強制手段を必要としないが、これに対して、実定法は何らかの人為的な強制手段に頼らざるをえないということである。したがって、強制可能な法について語る学問は全て実定法に関する法実証主義的な学問であり、反対に自然法論は、前述のような自然法の観念を純粋に維持するかぎりにおいて、強制機関を持たない観念的な無政府主義に陥る。このような差異は、実証主義-相対主義、自然法論-絶対主義という構図に帰着する。
かくして、自然法と実定法との間にはこのような架橋し難い溝が存在しているので、自然法によって実定法秩序を基礎付けようとすることは不可能である。自然法が実定法に授権しえるとすれば、「自然法が実定法に対して自己に代わるべきことを授権していることを意味する」。なぜなら、自然法と実定法は、妥当根拠の異なる2つの規範体系であり、論理的に併存不可能だからである。

#### ラートブルフの自然法論批判
グスタフ・ラートブルフによれば、狭義の法学とは、実定法の客観的意味に関する科学である。法学が実定法のみと関わる以上、それは法の価値を取り扱う法哲学およびその価値の実現に役立つ法政策と異なる学問領域に属する。なるほど、実定法にもまた理念は存在するが、それは(1)単なる法適合性としての正義（すなわちある行為が実定法に合致しているかどうかということ）、(2)価値相対主義に服する合目的性、そして(3)法的安定性である。

## 現代における自然法論

### グスタフ・ラートブルフ
法実証主義者であったラートブルフが自然法への回帰を図ったのは、ナチス・ドイツの敗北という深刻な政治的状況下においてであった。そこで問題になったのは戦中に合法であった非人道的行為に対する遡及的に処罰可能性である。行為時に合法であった行為を事後的に違法とし処罰することは、刑法上の罪刑法定主義に違反する。このため、行為時に一見すると合法的であった行為、すなわち当時の制定法に鑑みれば合法的であった行為から、合法性を剥奪する必要が生じた。そこで用いられたのが、該当行為に合法性を与える制定法そのものを自然法によって覆すという手法である。
ラートブルフによれば、自然法の内容とは、正義の理念である。この理念を最初から追求しないような制定法は、無効とされねばならない。法的安定性も確かに法理念の一部であるが、著しい不正においては正義に劣後する。そして、正義の具体的な内容は、デモクラシーの維持と人間の尊厳の尊重にある。
このような再生自然法論は、その思想的背景であった戦後処理問題が終結するとともに、多くの批判を受けたが、純粋な法実証主義に戻ることも憚られた。以後、法実証主義との折衷的な道が模索されるようになる。そのような流れに位置付けられる法学者として、ヘルムート・コーイングやアルトゥール・カウフマンなどがいる。

### ハーバート・ハート
ハーバート・ハートは、法と道徳を融合させようとしたフラーの自然法論に反対し、独自の自然法論を形成した。ハートはイギリス分析法理学の伝統に則って法実証主義から出発するが、法の内容は完全に自由なわけではない。その内容は、人間の自然本性や自明な真理からして、生命・身体・所有などに関する相互自制に関するルール、約束およびその手に関するルール、矯正に関するルールが、自然法の最小限の内容として追求されねばならない。